# Балінц
Балінц (рум. Balinț) — село у повіті Тіміш в Румунії. Входить до складу комуни Балінц.
Село розташоване на відстані 366 км на північний захід від Бухареста, 48 км на схід від Тімішоари.

## Населення
За даними перепису населення 2002 року у селі проживали 614 осіб.
Національний склад населення села:
| Національність | Кількість осіб | Відсоток |
| -------------- | -------------- | -------- |
| румуни         | 479            | 78,0%    |
| цигани         | 67             | 10,9%    |
| угорці         | 55             | 9,0%     |
| українці       | 8              | 1,3%     |

Рідною мовою назвали:
| Мова       | Кількість осіб | Відсоток |
| ---------- | -------------- | -------- |
| румунська  | 492            | 80,1%    |
| циганська  | 60             | 9,8%     |
| угорська   | 53             | 8,6%     |
| українська | 6              | 1,0%     |